# Addition Elle
Pour les articles homonymes, voir Addition.
Addition Elle est un détaillant canadien de mode pour femme vendant des vêtements grande taille (en).

## Histoire
Le nom de l'entreprise, Addition Elle, fait référence au mot additionnelle, signifiant qui s'ajoute. La compagnie a été fondée à Montréal en 1980, puis vendue à Reitmans en 2001. Aujourd'hui, Addition Elle a 139 emplacements au Canada. Jessica Biffi, ancienne concurrente sur la téléréalité Project Runway Canada (en), qui a participé dans la saison 2 (en), a conçu une collection de vêtements pour Addition Elle pour la collection printemps 2010.
À la fin mai 2020, suites à des difficultés financières, Reitmans, propriétaire de la compagnie Addition Elle annonce la fermeture de tous les magasins à l'enseigne Addition Elle et Thyme maternité.

## Produits
Les produits de base d'Addition Elle comprennent vêtements décontractés, des vêtements de travail, en plus de vêtements de sport. Certains de leurs magasins vendent aussi des soutiens-gorge et d'autres articles de lingerie. Addition Elle cible principalement les femmes de grande taille âgées entre 18 et 49 ans. Tous leurs vêtements vont de la taille féminine 14 (taille masculine 34) jusqu'à la taille féminine 26 (taille masculine 46). La majorité de leurs boutiques sont à l'intérieur de centres commerciaux même si certaines sont des magasins à grande surface (en).